# Vlietermonument
Het Vlietermonument bevindt zich bij de Vlieter, de plaats waar in 1932 de Afsluitdijk werd gesloten. Het monument bestaat uit een basis waarin zich een horecagelegenheid bevindt, een platform met balustrade en luifel, en een  uitkijktoren. Het monument is ontworpen door architect Willem Dudok en in 1933 gebouwd.
Er is hier een voetbrug over de autosnelweg en aan weerszijden een parkeerplaats (Verzorgingsplaats Monument).
In zijn ontwerp voor de toren ging Dudok uit van de beschermende functie van de Afsluitdijk tegen de Noordzee. De bezoekers gaan via een brede open trap naar het balkon. Van onder een breed overstekend dak ziet de bezoeker het IJsselmeer in volle breedte. Vervolgens betreedt hij de wenteltrap in het trappenhuis. Het IJsselmeer blijft goed zichtbaar. Aan die kant van het trappenhuis zijn hoge raampartijen. Aan de kant van de Waddenzee is het trappenhuis niet van ramen voorzien. Pas bovenaan op het balkon is opeens de Waddenzee zichtbaar.
Bij de ingang van de toren is een bronzen reliëf van beeldend kunstenaar Hildo Krop geplaatst. Hierop staan drie steenzetters die basaltblokken plaatsen en de tekst: "Een volk dat leeft bouwt aan zijn toekomst."
De uitkijktoren is in 2006-2007 gerestaureerd.

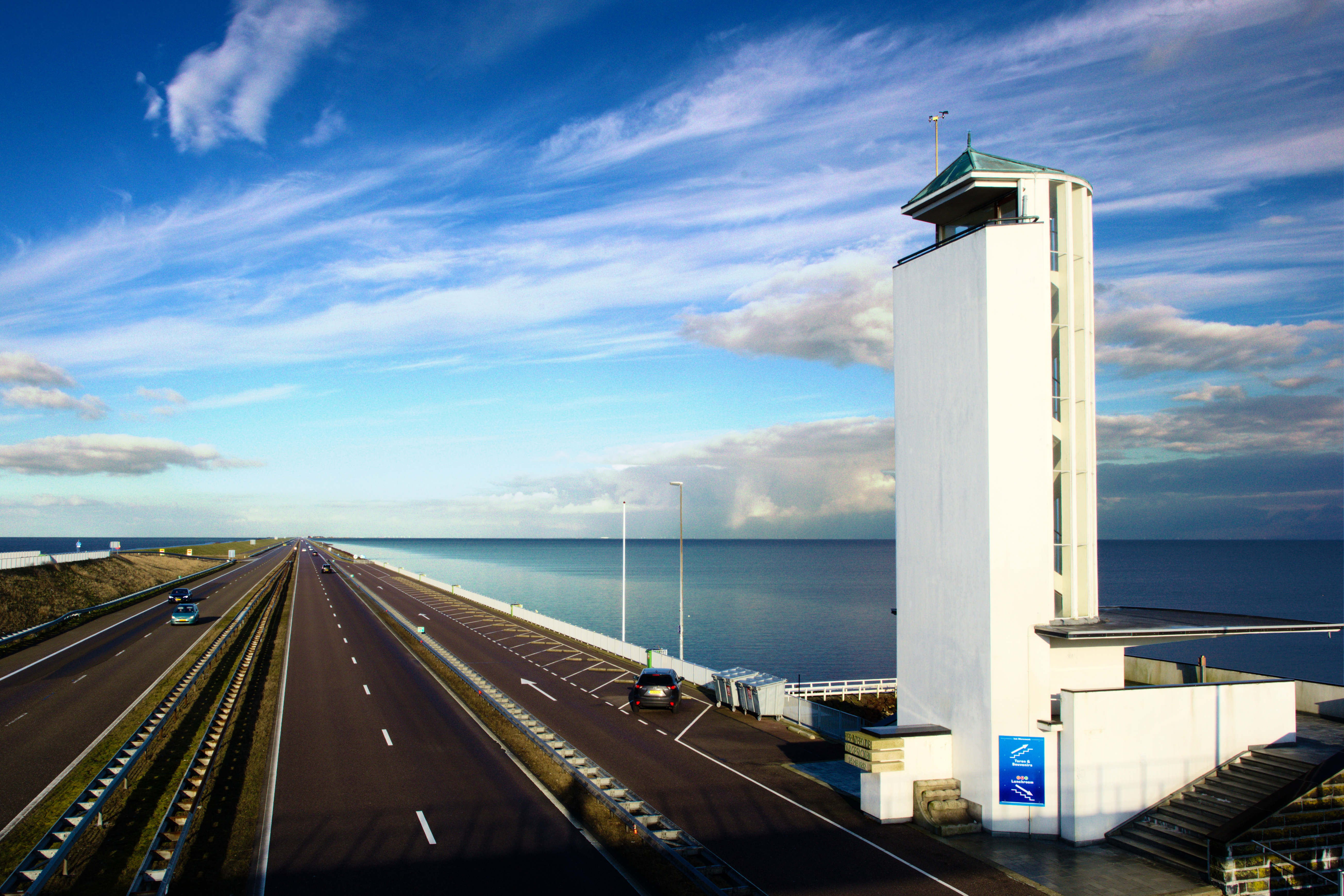
Vlietermonument
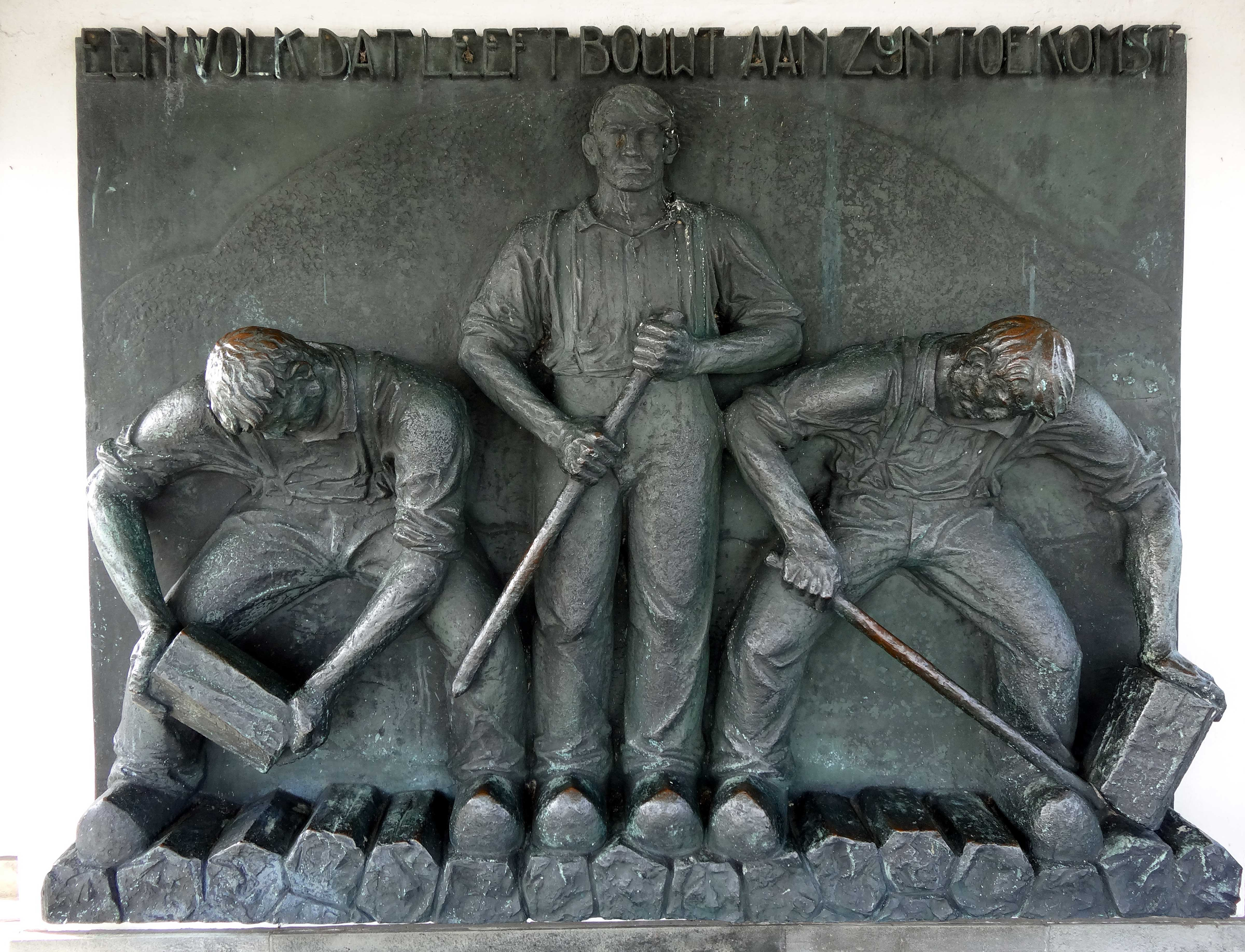
Drie steenzetters, een bronzen reliëf van Hildo Krop in het Vlietermonument